# Hypenetes aconcaguana
Hypenetes aconcaguana är en tvåvingeart som beskrevs av Artigas, Lewis och Luis E. Parra 2005. Hypenetes aconcaguana ingår i släktet Hypenetes och familjen rovflugor. Inga underarter finns listade i Catalogue of Life.